# Fyodor Sologub
Fyodor Sologub (tiếng Nga: Фёдор Сологуб, tên khai sinh Fyodor Kuzmich Teternikov, 1 tháng 3 năm 1863 – 5 tháng 12 năm 1927) – nhà thơ, nhà văn Nga, một đại diện tiêu biểu của trường phái thơ ấn tượng.

## Tiểu sử
Fyodor Sologub sinh ở Sankt-Peterburg trong một gia đình nghèo. Từ nhỏ đã ham mê đọc sách và yêu thích âm nhạc. Biết làm thơ năm lên 12 tuổi. Năm 1878 vào học trường sư phạm Sankt-Peterburg. Bốn năm sau tốt nghiệp đi dạy học ở các tỉnh phía bắc gần 10 năm. Từ năm 1892 chuyển về sống ở Sankt-Peterburg, làm quen với nhiều nhà thơ nổi tiếng và bắt đầu in nhiều thơ ở các báo và tạp chí. Theo đề nghị của một số người ở tạp chí "Северный вестник" (Người đưa tin phương Bắc) thì họ Teternikov nghe có vẻ không thơ ca chút nào nên đề nghị đổi thành Sologub. Năm 1896 in 1 cuốn thơ và 2 tiểu thuyết về đời sống ở phương Bắc. Năm 1902 in tiểu thuyết Мелкий бес (Con quỷ nhỏ) trở thành một trong những cuốn sách nổi tiếng nhất ở Nga thời bấy giờ. Thời kỳ Thế chiến I và Cách mạng tháng Mười, Sologub ít viết tiểu thuyết mà chủ yếu làm thơ và viết kịch.
Ngoài thơ, văn và soạn kịch, Sologub còn dịch nhiều tác giả của Pháp, Đức ra tiếng Nga. Sologub mất ở Leningrad năm 1927.
Di sản thơ văn của Sologub để lại rất đồ sộ, một phần thơ của ông chỉ mới được in hết trong thời gian gần đây.

## Tác phẩm
Tiểu thuyết:

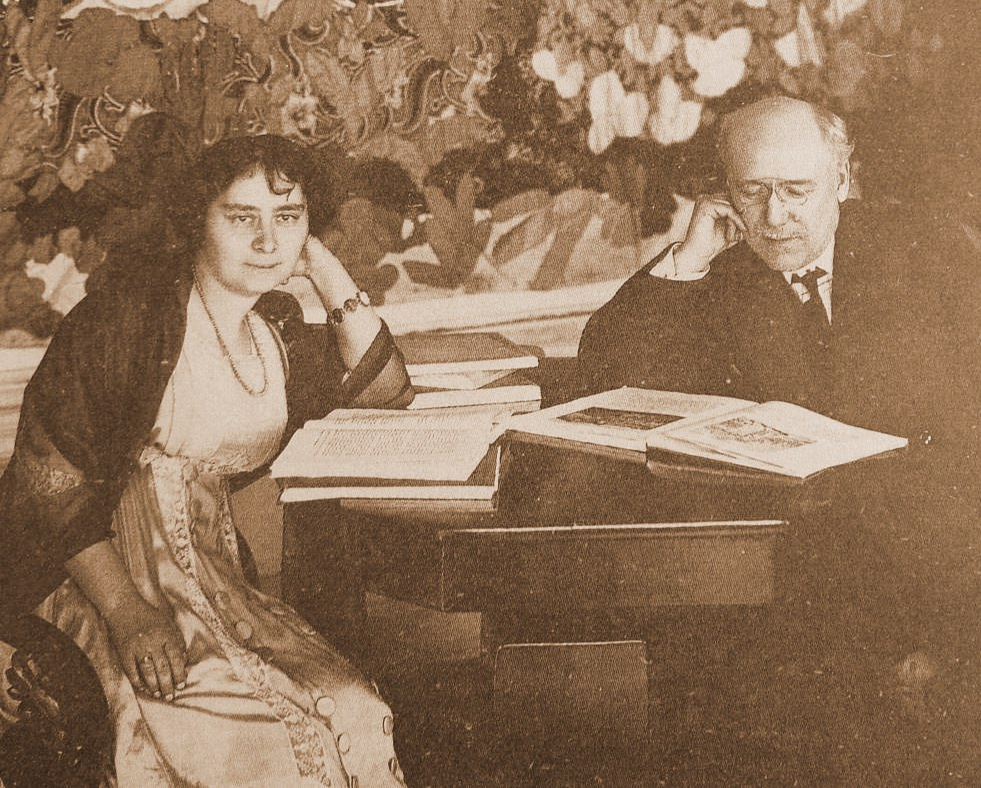
Fyodor Sologub và vợ

- Тяжёлые сны (Những giấc mộng nặng nề, 1895)
- Мелкий бес (Con quỷ nhỏ, 1905)
- Слаще яда (Ngọt hơn nọc độc, 1912)
- Заклинательница змей (Phù thủy rắn, 1921)

Các tập truyện:
- Тени (Bóng, 1896)
- Жало Смерти (Nọc của Thần chết, 1904)
- Книга сказок (Sách cổ tích, 1905)
- Политические сказочки (Chuyện cổ tích chính trị, 1906)
- Книга разлук (Sách ly biệt, 1908)
- Книга очарований (Sách tuyệt vọng, 1909)
- Слепая бабочка (Con bướm mù, 1918)

Các tập thơ:
- Стихи. Книга первая (Thơ. Quyển 1, 1896)
- Стихи. Книга вторая (Thơ. Quyển 2, 1896)
- Пламенный круг (Vòng lửa, 1908)
- Очарования земли (Vẻ quyến rũ của đất đai)
- Война (Chiến tranh, 1915)
- Небо голубое (Trời xanh, 1921)
- Одна любовь (Một tình yêu, 1921)
- Костёр дорожный (Lửa trại bên đường, 1922)

Kịch:
- Литургия Мне (Thánh lễ cho tôi, 1906)
- Дар мудрых пчёл (Quà tặng của những con ong khôn, 1906)
- Победа Смерти (Chiến thắng của Cái chết, 1907)
- Ночные пляски (Xe trượt tuyết đêm, 1908)
- Мелкий бес (Con quỷ nhỏ, 1909)
- Заложники жизни (Những con tin của cuộc sống, 1910)
- Война и мир (Chiến tranh và hòa bình, 1912)
- Любовь над безднами (Tình yêu trên bờ vực thẳm, 1914)
- Проводы (Dây dẫn, 1914)
- Любовь и верность (Tình yêu và lòng chung thủy, 1917)

Các tuyển tập:
- 1909—1911 Собрание сочинений в 12 томах
- 1913—1914 Собрание сочинений в 20 томах
- 2000—2003 Собрание сочинений в 6 томах
- 2001—2003 Собрание стихотворений в 8 томах